# Kinosternon leucostomum
Espèce
Synonymes
- Swanka maculata Gray, 1869
- Kinosternon brevigulare Günther, 1885
- Kinosternon postinguinale Cope, 1887
- Kinosternon cobanum Günther, 1885
- Kinosternon spurrelli Boulenger, 1913
- Kinosternon mopanum Neill, 1965

Kinosternon leucostomum est une espèce de tortues de la famille des Kinosternidae.

## Répartition
Cette espèce se rencontre :
- au Mexique ;
- au Belize ;
- au Costa Rica ;
- au Guatemala ;
- au Honduras ;
- au Nicaragua ;
- à Panama
- en Colombie ;
- en Équateur ;
- au Pérou.

## Liste des sous-espèces
Selon TFTSG (22 juin 2011) :
- Kinosternon leucostomum leucostomum Duméril & Bibron, 1851
- Kinosternon leucostomum postinguinale Cope, 1887

## Publications originales
- Cope, 1887 : Catalogue of batrachians and reptiles of Central America and Mexico. Bulletin of the United States National Museum, vol. 32, p. 1-98 (texte intégral).
- Duméril & Bibron, 1851 : [Emys areolata, Emys berardii, Cinosternon leucostomum, Cinosternon cruentatum] in Duméril & Duméril, 1851 : Catalogue Methodique de la Collection des Reptiles. Museum d’Histoire Naturelle de Paris, Gide & Baudry, p. 1-224 (« texte intégral »(Archive.org • Wikiwix • Archive.is • Google • Que faire ?)).